# 바나라스 힌두 대학교
바나라스 힌두 대학교(Banaras Hindu University, BHU)는 인도 북동부 우타르프라데시주 바나라시에 위치한 인도 중앙 대학이다. 1916년에 설립되었으며 약 30000명 이상의 학생들이 재학중이다. 아시아에서 가장 큰 기숙형 대학으로 유명하다.
메인 캠퍼스는 약 1600평에 달하며, 남쪽의 라지브 간디 캠퍼스는 3300평이 넘는 대지 위에 자리잡고 있다.
14개의 학부, 14여개 이상의 프로그램에 전세계 34개국에서 온 학생들이 함께 공부하고 있다. 60개 이상의 호스텔이 학생들에게 제공되며, 공학(인도 공과대학교 바라나시), 과학, 언어학, 저널리즘 및 매스 커뮤니케이션, 예술, 법, 농업, 의학 분야 등이 있다.
바나라스 힌두 대학의 공과대학은 인도 기술 연구소(개정) 법에 따라 2012년 인도 공과대학교 바라나시 캠퍼스로 지정된 것으로도 잘 알려져 있다.

## 학문

### 학사과정

#### 인문자연계열 학과
- 인문학 (B. A. Arts)
- 사회과학 (B. A. Social Sciences)
- 수학 (B. Sc. Maths Group)
- 생물학 (B. Sc. Bio. Group)
- 무역학 (B. Com.)
- 체육교육학 (B.P.Ed. (Bachelor of Physical Education))
- 법학 (L.L.B. (Bachelor of Law))
- 순수미술학 (B.F.A. (Bachelor of Fine Arts))
- 보컬, 악기, 전통무용학 (B.Mus. (Vocal), B.Mus. (Instrumental), B.Mus. (Dance))
- 농업학(자연계열) (B. Sc. (Ag.) (Bachelor of Science Agriculture))
- 교육학 (B. Ed. (Bachelor of Education) / B. Ed. (Bachelor of Education [Spl.]))

#### 의과대학 학과
- 현대약학 (M.B.B.S. (Modern Medicine))
- 아유르베다 (B.A.M.S. (Ayurveda))

#### 공과대학 학과
- 제약학 (B. Tech./B.Pharma ( Bachelor of Technology/Pharmaceutics))

### 석사과정

#### 인문자연계열 학과
- 인문학 (M.A.  Arts)
- 사회과학 (M.A. Social Sciences)
- 이학 (M. Sc.)
- 무역학 (M. Com.)
- 대중매체학 (M.A. in Mass Communication)
- 문헌정보학 (M. Lib. I. Sc. (Master of Library & Information Science))
- 체육교육학 (M.P.Ed. (Master of Physical Education)
- 박물관학 (M.A. in Museology)
- 실용힌디(저널리즘) (M.A. in Functional Hindi (Journalism))
- 법학 (LL.M. (Master of Law))
- 순수미술학 (M.F.A.)
- 보컬, 악기 (M.Mus. in Vocal and Instrumental)
- 교육학 (M.Ed. (Master of Education))
- 농업학(자연계열) (M. Sc. (Ag.) (Master of Science in Agriculture))
- 컴퓨터응용학 (MCA (Master of Computer Applications))
- 생물정보학(여성을 위한) (Master of Science in Bioinformatics [For women])

#### 의과대학 학과
- 현대약학 (M.D./M.S./ M.D.S.(Modern Medicine))
- 아유르베다 (M.D. (Ay.)/ M.S. (Ay) (Ayurveda))
- 보건통계학 (Master of Science in Health Statistic)

#### 공과대학 학과
- 제약학 (M. Pharma. ( Master of Technology)